# بير إدوارد كارلسون
بير إدوارد كارلسون (بالسويدية: Pehr "Bam" Carlson) هو متسابق دراجات نارية سويدي. نافس في سباقات بطولة العالم لفئة 125 سي سي. بدأ المنافسة في بطولة الجائزة الكبرى سنة 1975. أفضل موسم له كان موسم سنة 1978 عندما جاء في المركز الثامن في بطولة العالم لفئة 125 سي سي.